# Mary Anning
Mary Anning (ur. 21 maja 1799 w Lyme Regis, zm. 9 marca 1847 tamże) – jedna z pierwszych brytyjskich paleontologów i zbieraczek skamieniałości.

## Dzieciństwo
Anning urodziła się w Lyme Regis położonym na wybrzeżu południowej Anglii w hrabstwie Dorset.
W 1800 r. trzy kobiety przebywające na otwartej przestrzeni zginęły od uderzenia pioruna. Ocalała jedynie maleńka Mary, którą jedna z nich trzymała na rękach.
Richard, jej ojciec, był rzemieślnikiem produkującym meble, którego dodatkowym zajęciem uzupełniającym domowy budżet było wydobywanie z przybrzeżnych klifów skamieniałości w pobliżu Lyme Regis dla odwiedzających to miejsce turystów. Kiedy zmarł na gruźlicę w 1810 r., rodzina straciła żywiciela i Mary z bratem Josephem rozpoczęli poszukiwania na dużą skalę, aby zarobić na życie.

## Odkrywanie skamieniałości
Kolekcjonowanie skamieniałości stało się modne pod koniec XVIII wieku i na początku wieku XIX. Początkowo było to zjawisko traktowane wyłącznie rekreacyjnie, ale stopniowo zaczęło przeważać naukowe podejście, zwłaszcza kiedy odkryto duże znaczenie skamieniałości dla geologii i biologii. Mary początkowo traktowała wyszukiwanie i sprzedawanie skamieniałości jako zajęcie czysto zarobkowe. Wkrótce jednak związała się ze środowiskiem naukowym, a zbieranie skamieniałości przerodziło się w pasję i wzięło górę nad podejściem czysto komercyjnym.
Pierwsze ważne znalezisko Mary miało miejsce niedługo po śmierci ojca, w 1812, kiedy odnalazła szkielet ichtiozaura. Jej brat odkrył rok wcześniej czaszkę przypominającą czaszkę wielkiego krokodyla. Reszty szkieletu wtedy nie znaleźli, ale Anning wróciła w to miejsce po sztormie, który odsłonił część klifu, gdzie się znajdowały.
Znalezisko Mary było pierwszym kompletnym szkieletem ichtiozaura w historii, chociaż wcześniej znajdowano już poszczególne skamieniałe szczątki (podobno rodzaj był opisany w 1699 z fragmentów znalezionych w Walii). Pomimo tego było to ważne znalezisko i wkrótce opisano je w Philosophical Transactions of the Royal Society. W czasie odkrycia Anning miała tylko trzynaście lat. Później znalazła jeszcze dwa inne gatunki ichtiozaurów.
Jej sława rosła i zwróciła uwagę zamożnego kolekcjonera skamieniałości Thomasa Bircha. Poruszony ubóstwem Mary i jej rodziny wystawił na sprzedaż swoją kolekcję, a dochód z niej (ok. 400 funtów) dał Mary. Dzięki temu Anning mogła kontynuować poszukiwania, a jej brat został tapicerem.
Następnym wielkim odkryciem był pierwszy w historii, prawie kompletny szkielet plezjozaura, odkryty w 1821. Znaleziony szkielet został później opisany jako Plesiosaurus dolichodeirus. Znalazła też znakomicie zachowane okazy Dapedium politum, ryby opisanej w 1828. W 1828 odkryła szkielet pterozaura Pterodactylus macronyx (nazwany później przez Richarda Owena Dimorphodon macronyx), który był pierwszym znalezionym poza Niemcami i pierwszym kompletnym szkieletem.
Były to trzy znaleziska mające duże znaczenie dla nauki. Mary kontynuowała poszukiwania przez resztę swojego życia, przyczyniając się bardzo do rozwoju wczesnej paleontologii. Gdy zbliżała się do czterdziestego roku życia, British Association for the Advancement of Science przyznało jej rentę w uznaniu zasług. Zmarła na raka piersi w wieku 47 lat, na kilka miesięcy przed przyznaniem jej honorowego członkostwa w Londyńskim Towarzystwie Geologicznym (Geological Society of London), mimo że nie spełniała wymaganych warunków członkostwa.
Na jej cześć rodzaj plezjozaura z Lyme Regis otrzymał nazwę Anningasaura.